# Oporto metróállomás
Oporto metróállomás Spanyolország fővárosában, Madridban a madridi metró 5-ös és 6-os vonalán.

## Metróvonalak
Az állomást az alábbi metróvonalak érintik:
- 5-ös metróvonal
- 6-os metróvonal

## Kapcsolódó állomások
A metróállomáshoz az alábbi állomások vannak a legközelebb:
- Urgel (Alameda de Osuna, 5-ös metróvonal)
- Vista Alegre (Casa de Campo, 5-ös metróvonal)
- Carpetana (Laguna, 6-os metróvonal, külső hurok)
- Opañel (Laguna, 6-os metróvonal, belső hurok)